# Hône
Hône is een gemeente in de Italiaanse regio Aostadal en telt 1162 inwoners (31-12-2004). De oppervlakte bedraagt 12 km², de bevolkingsdichtheid is 97 inwoners per km².
De volgende frazioni (Frans: hameaux) maken deel uit van de gemeente: L'Adret, Barge, La Barmaz, Les Barrières, Biel, Le Bois-Vuillermoz, Bourche, Bren, Champcorcher, Le Chanton, Charvaz, La Clévaz, Closallaz, Le Col-de-Courtil, Cougnin, La Cournou, Courtalès, Courtil, La Croisettaz, Crou du Tor, Folliasses, Fontaney, Le Glairet, Le Gourbelu, Le Grand-Château, Grangettes, Les Grissettes, Les Grisses, La Guiaz, La Lientaz, Longue-Toise, Messec, Maison-Blanche, Le Nerey, Les Orfolliey, Parchet, Planas, Plan-Fiou, Plan-Palas, Plan-Priod, Pountoulet, Pourcil, Prarion, Préle, Le Pré-du-Roux, Le Raffor, Recours, Le Revers, Le Ronc, Les Roncs, Ronfiot, La Ruine, Serec, La Serre-de-Biel, Séville, Travelec, Le Chaté, Champagne-d'Hône, La Chantelou, Chapelle-Costaz, Les Valleilles, Vareynaz, Verfie, Vermy, Le Verney, Vers-les-Prés, Vers-Rionche.

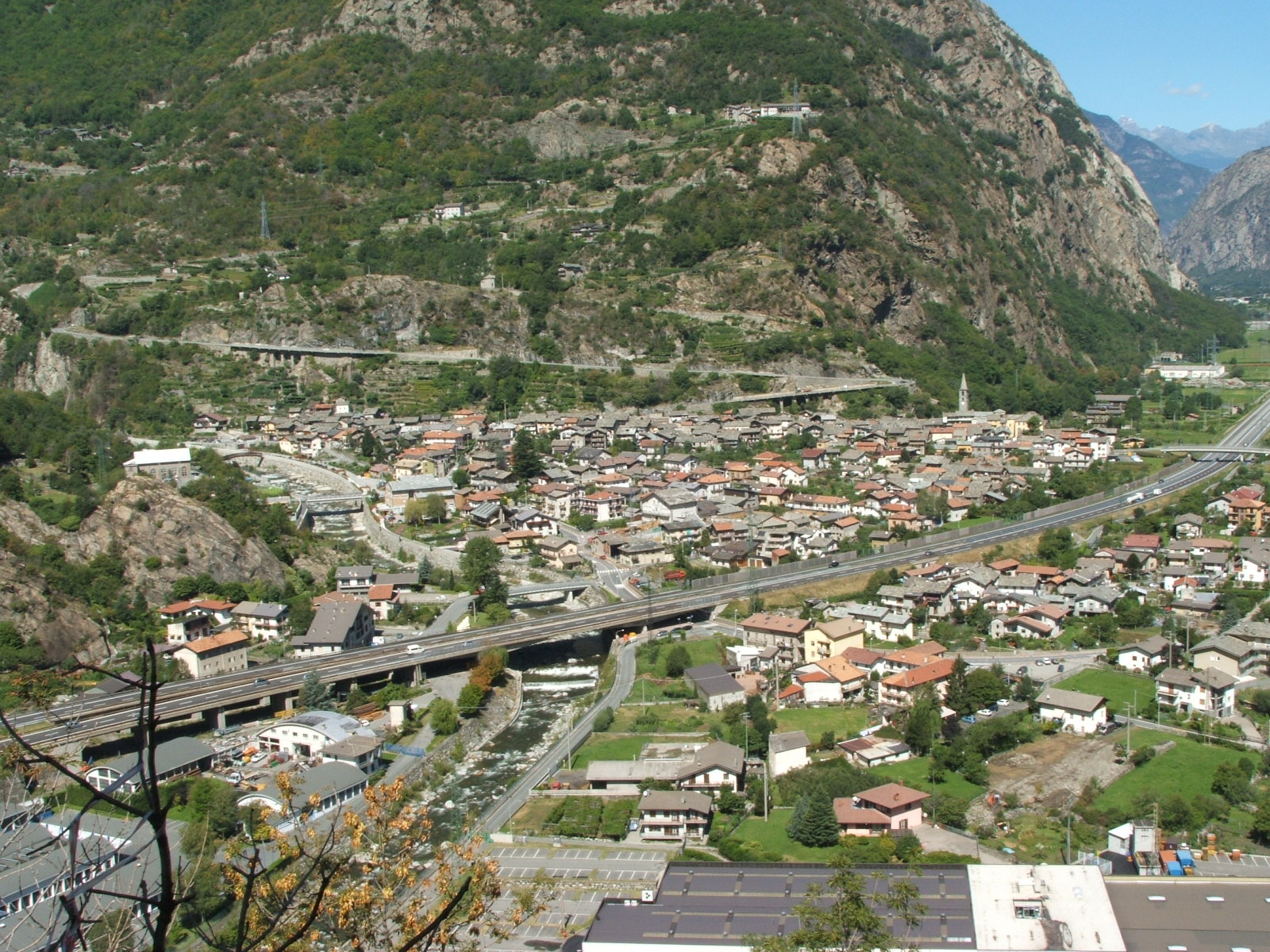
Hône gezien vanaf het fort van Bard.
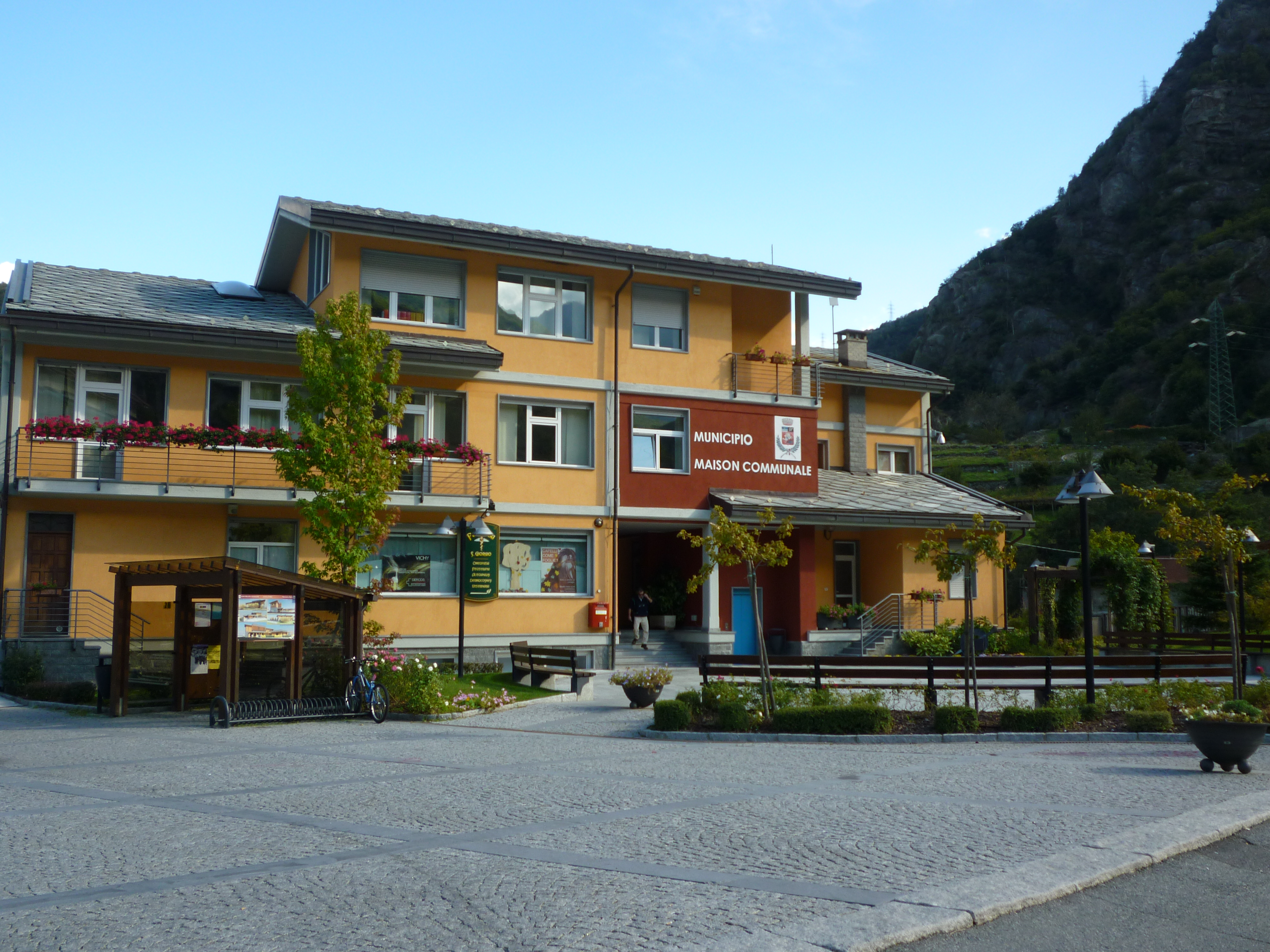
Gemeentehuis

## Geografie
De gemeente ligt op ongeveer 364 m boven zeeniveau.
Hône grenst aan de volgende gemeenten: Arnad, Bard, Donnas, Pontboset.